# (500191) 2012 GC22
(500191) 2012 GC22 es un asteroide perteneciente al cinturón de asteroides, descubierto el 24 de febrero de 2012 por el equipo del Mount Lemmon Survey desde el Observatorio del Monte Lemmon, Arizona, Estados Unidos.

## Designación y nombre
Designado provisionalmente como 2012 GC22.

## Características orbitales
2012 GC22 está situado a una distancia media del Sol de 2,688 ua, pudiendo alejarse hasta 3,163 ua y acercarse hasta 2,213 ua. Su excentricidad es 0,176 y la inclinación orbital 8,070 grados. Emplea 1610,36 días en completar una órbita alrededor del Sol.
Los próximos acercamientos a la órbita de Júpiter se producirán el 2 de mayo de 2107, el 11 de mayo de 2142 y el 21 de mayo de 2177, entre otros.

## Características físicas
La magnitud absoluta de 2012 GC22 es 17,4.